# Myrotvorets
Myrotvorets (Oekraïens: Миротворець; letterlijk "vredesmaker") is een onafhankelijke Oekraïense website waarop de namen en vaak ook persoonsgegevens van vijanden van Oekraïne worden gepubliceerd. De website wordt beheerd door de ngo ″Myrotvorets Centre″ dat gebaseerd is in Kyiv.

## Geschiedenis
De site werd in december 2014 opgericht door de politicus George Tuka, die ontkende dat het project door de overheid wordt gefinancierd of gemanaged, en door Anton Heratsjenko, die later adviseur van het ministerie van binnenlandse zaken van Oekraïne werd.
In april 2015 werden twee pro-Russische personen in Kyiv doodgeschoten, de publicist Oles Boezyna en de politicus Oleh Kalasjnikov, twee dagen nadat Myrotvorets hun privégegevens had gepubliceerd, inclusief hun woonadressen.
Heratsjenko begreep de ophef hierover niet. Hij zei dat de dodingen niets te maken hadden met de publicatie en: "wij zijn niet een strafuitvoeringslichaam maar een onderzoeksgroep."
In mei 2016 publiceerde de site de namen en persoonlijke gegevens van 4508 journalisten, waaronder journalisten van Reuters en ander mediapersoneel van over de hele de wereld, die geaccrediteerd waren door de zelfverklaarde autoriteiten in de door de separatisten gecontroleerde regio's in Oost-Oekraïne.

## Missie
De personen die op de site genoemd worden hebben zich volgens deze schuldig gemaakt aan "misdrijven tegen de nationale veiligheid van Oekraïne en tegen de vrede, de internationale veiligheid en het internationale recht".
Het motto van de site is "Pro bono publico" (Latijn: Voor het publieke goed).

## Medewerkers

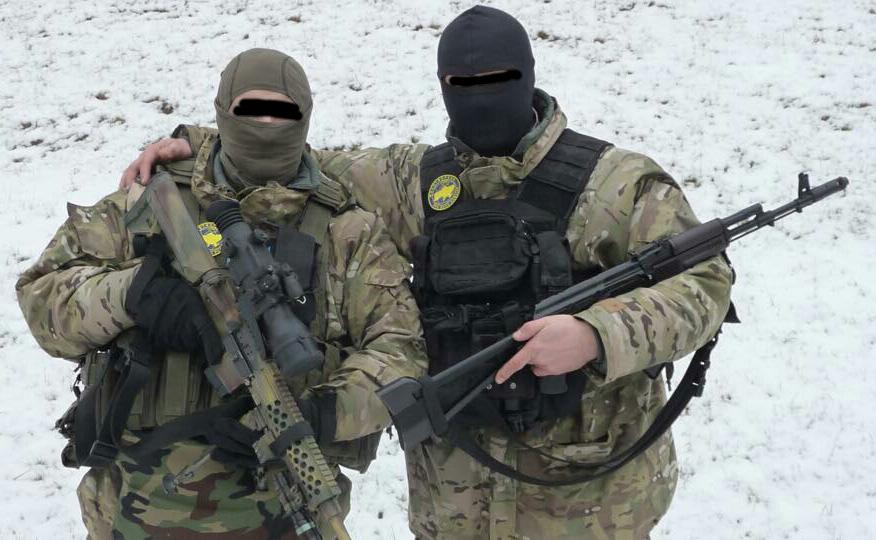
Twee stafleden van Myrotvorets

De site wordt beheerd door een persoon die gebruik maakt van de schuilnaam "Roman Zaitsev", die voorheen voor de SBU (de Oekraïense staatsveiligheid) werkte. De identiteit van de medewerkers is geheim en de informatie wordt verzameld uit publiek beschikbare informatie en uit tips die op vertrouwelijke basis door informanten wordt verstrekt.

## Status
Hoewel de site geen officiële status heeft en onafhankelijk werkt, wordt de website bij checkpoints geraadpleegd. Volgens Tuka heeft de site er toe geholpen dat zo'n 1.000 mensen gearresteerd werden, inclusief veel collaborateurs, huurlingen en mensen die voor de Russische FSB werken en die anders niet voorkwamen in overheidsdatabases.

## Aantal mensen op de lijst
- oktober 2014 — 4.500
- 16 december 2015 — 7.500
- januari 2015 — 9.000
- 13 april 2015 — 30.000
- oktober 2015 — 45.000
- 21 maart 2016 — 57.775
- 27 januari 2017 — meer dan 102.000
- 23 augustus 2019 — 187.000

De meest complete database bevat inwoners van de Krim.